# Sója (PLH-01, 1978)
Sója (PLH-01) je oceánská hlídkových ledoborec japonské pobřežní stráže. Plavidlo je nejstarší hlídkovou lodí na japonské pobřežní stráže. Má schopnosti ledoborce operujícího v oblastech s ledem silným až 150 cm.

## Stavba
Plavidlo postavila japonská loděnice NKK v Curumi. Kýl lodi byl založen 12. září 1977, trup byl na vodu spuštěn 3. července 1978 a hotová oceánská hlídková loď byla do služby zařazena 22. listopadu 1978.

## Konstrukce
Výzbroj tvoří jeden 40mm kanón Bofors L/60 a jeden 20mm kanón Oerlikon SS na přídi. Kanón Oerlikon SS byl později odstraněn. Na zádi se nachází přistávací plocha a hangár pro jeden vrtulník Bell 212 (nyní Sikorsky S-76C++). Pohonný systém tvoří dva diesely NKK-SEMT-Pielstick 12PC2-5V-400 o celkovém výkonu 16 000 bhp, pohánějící dva lodní šrouby. Kvůli zlepšení stability plavidla je vybaveno párem zatažitelných ploutvových stabilizátorů na trupu. Nejvyšší rychlost dosahuje 21 uzlů. Dosah je 5700 námořních mil při 18 uzlech.